# Ekspedycja 9
Ekspedycja 9 była misją dziewiątej stałej załogi Międzynarodowej Stacji Kosmicznej.

## Załoga
- Giennadij Padałka (2), Dowódca misji i dowódca Sojuza (Rosja)
- Edward Fincke (1), Inżynier lotu i pracownik naukowy ISS (Stany Zjednoczone)

(liczba w nawiasie oznacza liczbę lotów odbytych przez każdego z astronautów)
Załoga rezerwowa
- Leroy Chiao (4), Dowódca misji i pracownik naukowy ISS (Stany Zjednoczone)
- Saliżan Szaripow (2), Inżynier pokładowy ISS i dowódca Sojuza (Rosja)

## Parametry misji
- Perygeum: 384 km
- Apogeum: 396 km
- Inklinacja: 51,6°
- Okres orbitalny: 92 min

### Dokowanie do ISS
- Połączenie z ISS: 21 kwietnia 2004, 05:01:03 UTC[1]
- Odłączenie od ISS: 23 października 2004, 21:08 UTC[1]
- Łączny czas dokowania: 185 dni, 16 h, 07 min